# Anneke Beerten
Anneke Beerten (Mariënvelde, 7 luglio 1982) è una mountain biker e ciclista di BMX olandese, campionessa del mondo nel 2011 a Champéry e nel 2012 a Leogang nel four-cross.

## Carriera
Anneke Beerten iniziò a correre in BMX nel 1987, a soli quattro anni. Dopo aver vinto sei titoli nazionali e due volte i campionati del mondo di BMX, nel 1997 iniziò a correre anche in mountain bike, nel downhill e nel four-cross.

## Palmarès

### BMX
- 1996

Campionati del mondo
- 1997

Campionati del mondo

### Mountain bike
- 2002

Campionati olandesi, Downhill
German Bundesliga
Belgian Nokia Cup
- 2004

Bundesliga Tabarz
- 2005

2ª tappa Coppa del mondo, Four-cross (Willingen)
3ª tappa Coppa del mondo, Four-cross (Schladming)
- 2006

Campionati europei, Four-cross (Stollberg)
- 2007

1ª tappa Coppa del mondo, Four-cross (Vigo)
3ª tappa Coppa del mondo, Four-cross (Mont-Sainte-Anne)
5ª tappa Coppa del mondo, Four-cross (Maribor)
Coppa del mondo, Four-cross
- 2008

1ª tappa Coppa del mondo, Four-cross (Maribor)
2ª tappa Coppa del mondo, Four-cross (Vallnord)
5ª tappa Coppa del mondo, Four-cross (Bromont)
Coppa del mondo, Four-cross
- 2009

1ª tappa Coppa del mondo, Four-cross (Pietermaritzburg)
6ª tappa Coppa del mondo, Four-cross (Mont-Sainte-Anne)
8ª tappa Coppa del mondo, Four-cross (Schladming)
Coppa del mondo, Four-cross
- 2010

4ª tappa Coppa del mondo, Four-cross (Val di Sole)
5ª tappa Coppa del mondo, Four-cross (Windham)
- 2011

1ª prova Coppa del mondo, Four-cross (Pietermaritzburg)
2ª prova Coppa del mondo, Four-cross (Fort William)
4ª prova Coppa del mondo, Four-cross (Mont-Sainte-Anne)
5ª prova Coppa del mondo, Four-cross (Val di Sole)
Classifica finale Coppa del mondo, Four-cross
Campionati del mondo, Four-cross
- 2012

3ª prova 4X Pro Tour, Four-cross (Val di Sole)
5ª prova 4X Pro Tour, Four-cross (Willingen)
Classifica finale 4X Pro Tour, Four-cross
Campionati del mondo, Four-cross

#### Altri successi
- 2004

UCI World Ranking

## Piazzamenti

### Competizioni internazionali
- Coppa del mondo

2002 - Four-cross: 7º
2003 - Four-cross: 6º
2004 - Four-cross: 5º
2005 - Four-cross: 2º
2006 - Four-cross: 4
2007 - Four-cross: vincitrice
2008 - Four-cross: vincitrice
2009 - Four-cross: vincitrice
2010 - Four-cross: 2º
2011 - Four-cross: vincitrice
- Campionati del mondo

Rotorua 2006 - Four-cross: 2ª
Fort William 2007 - Four-cross: 2ª
Val di Sole 2008 - Four-cross: 4ª
Canberra 2009 - Four-cross: 5ª
Mont-Sainte-Anne 2010 - Four-cross: 10ª
Champéry 2011 - Four-cross: vincitrice
Leogang 2012 - Four-cross: vincitrice